# Sergio Barroso
Sergio Barroso (né le 4 mars 1946 à La Havane, Cuba) est un compositeur de musique électroacoustique résidant à Vancouver, Canada.

## Biographie
Sergio Barroso a étudié le piano, l'orgue et la composition au Conservatoire national de La Havane, puis a poursuivi des études supérieures en composition à l'Académie supérieure de musique de Prague (AMU) et étudié la musique électronique au CCRMA de la Stanford University (États-Unis).
Bien que depuis 1969 il ait considérablement travaillé dans le domaine de la musique électroacoustique, sa production comprend également des œuvres pour orchestre, pour ensemble de chambre, pour chorale, ainsi que pour le théâtre et le cinéma. La musique de Sergio Barroso, dont on a écrit qu'elle présentait un caractère dramatique et mettait l'emphase sur le rythme et la couleur, a été reconnue lors de plusieurs concours internationaux, notamment la Tribune internationale des compositeurs du Conseil international de la musique (CIM) (Paris, 1995, 1980), la Tribune internationale de musique électroacoustique (TIME) du CIM (Helsinki, 1994; Oslo, 1990), la Tribune internationale de musique latino-américaine du CIM (TRIMALCA, 1979) et le Prix de musique mixte du Concours international de musique électroacoustique du Groupe de musique expérimentale de Bourges (GMEB), entre autres.
Fortement inspirées de l'héritage musical de Cuba, pays natal de Sergio Barroso, les œuvres du compositeur ont été largement jouées dans les Amériques, en Europe et en Asie. Elles ont été présentées notamment au Centre national des arts (Ottawa), au Metropolitan Opera (New York), à l'Opéra de San Francisco, au Kennedy Center (Washington), au Théâtre de Monte-Carlo, au South Bank Center (Londres), à l'Opéra de Budapest, au Centro Reina Sofia (Madrid), au Teatro de la Zarzuela (Madrid), au Théâtre national de Helsinki, au Théâtre national de Manille, à l'IRCAM (Paris), au Smetana Hall (Prague), au Philharmonic Hall (Bratislava), aux festivals d'automne de Varsovie, aux Journées mondiales de la musique de la SIMC, au Berlin Podium International Neue Musik, aux festivals Synthèse du GMEB (Bourges), aux festivals de musique contemporaine de Séville et d'Alicante, au festival Manuel de Falla à Grenade, aux congrès internationaux de musique nouvelle de la ville de Mexico, dans le cadre des New Music Concerts (Toronto) et des concerts donnés par Esprit Orchestra (Toronto), Arraymusic (Toronto), le Canadian Electronic Ensemble (CEE, Toronto) et par l'ACREQ (Montréal).
Synthétiste de grande renommée, Sergio Barroso présente fréquemment des concerts dans les Amériques et en Europe.

## Discographie
- Délirantes (empreintes DIGITALes, IMED 9628/29, 1996)
- New Music for Digital Keyboard (SNE, SNE 556, 1989)
- Cronicas II[4] dans l'album Sonidos Cubanos (Innova Recordings, INNOVA 322, 2010)

## Liste d'œuvres
- Canzona (1988)
- Charangas Delirantes (1993), synthétiseurs pilotés par contrôleur à clavier et bande
- Crónicas de Ultrasueño (1992), hautbois et synthétiseurs pilotés par contrôleur à clavier
- En Febrero Mueren Las Flores (1987), violon et bande
- La Fiesta (1989), synthétiseurs pilotés par contrôleur à clavier et bande
- Soledad (1987-88)
- Sonatada (1992), synthétiseurs pilotés par contrôleur à clavier
- Tablao (1990)
- Viejas Voces (1993-95), alto et bande
- Yantra X (1982), basson et bande